# Corral de Calatrava
Corral de Calatrava è un comune spagnolo di 1 135 abitanti situato nella comunità autonoma di Castiglia-La Mancia.